# Hangman (película de 2015)
Hangman es una película de suspenso estadounidense de 2015 dirigida por Adam Mason y coescrita por Mason y Simon Boyes. La película está protagonizada por Jeremy Sisto, Kate Ashfield, Ryan Simpkins, Ty Simpkins, Eric Michael Cole y Amy Smart. Tuvo su estreno en el festival South by Southwest el 14 de marzo de 2015 y fue publicada en formato de vídeo el 9 de febrero de 2016 por Alchemy.

## Sinopsis
Un extraño y trastornado personaje se instala en el ático de una familia estadounidense conformada por dos esposos y dos hijos. Mientras la familia se encuentra de vacaciones, el invasor instala una gran cantidad de cámaras en la casa para mantener un constante control de lo que ocurre en la vivienda. Con un pasado lleno de tragedias y trastornos, este individuo está a punto de cambiar la tranquilidad en la que vive la familia definitivamente.

## Reparto
- Jeremy Sisto como Aaron Miller.
- Kate Ashfield como Beth Miller.
- Eric Michael Cole como Hangman.
- Ryan Simpkins como Marley Miller.
- Ty Simpkins como Max Miller.
- Amy Smart como Melissa.
- Ross Partridge